# Monclar (Lot-et-Garonne)
Monclar é uma comuna francesa na região administrativa da Nova Aquitânia, no departamento Lot-et-Garonne. Estende-se por uma área de 23,88 km². Em 2010 a comuna tinha 887 habitantes (densidade: 37,1 hab./km²).